# Маракучка
Маракучка — село в Україні, у Кириківській селищній громаді Охтирського району Сумської області. Населення становить 87 осіб. До 2016 орган місцевого самоврядування — Кириківська селищна рада.

## Географія
Село Маракучка розташоване на лівому березі річки Ворскла, вище за течією на відстані 2 км розташоване смт Кириківка, нижче за течією на відстані 2.5 км розташоване село Бакирівка, на протилежному березі — село Кам'янка.
Річка у цьому місці звивиста, утворює лимани, стариці та заболочені озера.
Поруч протікає річка Гусочка, довкіл села багато іригаційних каналів.

## Історія
Село постраждало внаслідок геноциду українського народу, проведеного окупаційним урядом СССР 1932—1933 та 1946–1947 роках.
За радянських часів і до 2016 року село носило назву Петрівське.